# اهل (لامرد)
اَهِل شهری است در جنوب استان فارس ایران. این شهر در بخش اشکنان از توابع شهرستان لامرد قرار گرفته‌است.

## جمعیت
بر پایه سرشماری عمومی نفوس و مسکن در سال ۱۳۹۵ جمعیت این شهر ۳٬۱۷۹ تن (در ۸۳۹ خانوار) بوده‌است.

## شهر اَهِل
اَهِل شهری با مردمانی با صفا و مهمان نواز و کوچک‌ترین شهر ایران می‌باشد؛ و دین مردمان اَهِل مسلمان (شیعه وسنی) اَهِـل شهری کوچک و کم جمعیت اما زیبا و تاریخی است به همین دلیل دارای آثارهای با قدمت بیش از هزار سال می‌باشد، اهل در بخش اشکنان، شهرستان لامرد واستان فارس واقع شده‌است. ناشر :محمد جمالی

## جغرافیای شهر اَهِل
براساس اطلاعات موجود در مرکز آمار ایران، شهر اَهِل در موقعیت ۵۳درجه و۳۵ دقیقه طول جغرافیایی و ۲۷ درجه و ۱۰ دقیقه عرض جغرافیایی قرار دارد و از شمال به رودخانه مهران، از جنوب به ارتفاعات کوه کلاسالار و بوچیر، از شرق به روستای کدیان و از غرب به روستای مزبهو و مرکز بخش ختم می‌گردد. این شهر در سه کیلومتری شرق اشکنان (مرکز بخش)، ۵۵ کیلومتری لامرد (مرکز شهرستان)، ۱۷۵ کیلومتری جنوب غربی لارستان، ۱۱۵ کیلومتری غرب بستک و۳۷۵ کیلومتری جنوب شیراز واقع است. شهر اَهِل از سمت غرب به بخش جناح استان هرمزگان محدود است. آب و هوای آن گرم و خشک است که حداقل دمای آن در زمستان به ۵/۶ درجه سانتی گراد و حداکثر دمای آن در تابستان به ۵/۴۵ درجه سانتی گراد می‌رسد، میزان بارندگی در این شهر از۱۰۵تا۱۲۹میلی‌متر متغیر است. درصد رطوبت هوا حداقل ۱۷٪ و حداکثر به ۶۰٪ می‌رسد. در تابستان بر اثر وزش بادهای موسومی که در محل به آن باد کوش می‌گویند و از طرف دریای عمان و هند می‌وزد باعث ریزش باران‌های موسومی به نام حـَمِنه می‌گردد. ارتفاع اَهِل از سطح دریا ۸۵۰ تا ۹۰۰متر و دمای متوسط آن ۲۴درجه سانتی گراد می‌باشد. وسعت حوضه استحفاظی شهر ۶۴ کیلومتر و وسعت محدودهٔ خدماتی آن ۱۰ کیلومتر مربع می‌باشد این شهر دارای ۱۶۰۰خانوار و ۵۷۰۱ نفر جمعیت بوده که میزان رشد سالانه جمعیت آن ۹/۳ است.

## زبان و لهجه مردم شهر اَهِل
زبان مردم اَهِل همان زبان اچمی می‌باشد. در واقع اَهِلی یکی از لهجه‌های گویش زیرسویی این زبان به‌شمار می‌رود و برای اطلاع از ساختار دستوری، واژگانی، معنی شناختی، آواشناختی، واج شناختی و نحو این گویش باید به مادر این گویش یعنی اچمی مراجعه کنیم. در ذیل نگاهی گذرا داریم به تعاریفی که نویسندگان متفاوت ایرانی و خارجی در مورد این زبان ارائه داده‌اند و سپس نیز به کارهای تحقیقی انجام شده در این مورد اشاره می‌کنیم:
محمد کریمی نژاد (۱۳۸۱) این زبان را "اچمی" نامیده و در این مورد چنین می‌نویسد که "این زبان شاخه‌ای از زبان بازمانده پارسیک و پارسی عهد ساسانی بوده و زبان پهلوی نیز شکل دگرگون شده وتحول یافته زبان دوره هخامنشیان بوده‌است. فارسی دوره ساسانی که به نام‌های فارسی میانه، پارسیک، پارسی و پهلوی ساسانی خوانده می‌شود، حدفاصل بین فارسی عهد باستان و فارسی دری و جدید می‌باشد.
زبان اچمی و چند زبان دیگر مناطق پیرامونی فلات ایران (کردی، بلوچی، لری، مازندرانی، گیلکی و شماری دیگر) ظاهراً شکل بازمانده و متحول شده گویش‌های مختلف پهلوی‌اند. از رهگذر شباهت‌های واژگانی و ساختاری بین آن‌ها می‌توان به قرابت‌های آن‌ها با یکدیگر پی برد (و نیز به قرابت هر یک با پهلوی به واسطه همان گونه شباهت‌ها میان هر یک از آن‌ها با پهلوی). اختصاصاً در مورد اچمی، می‌توان به یک مورد منحصربه‌فرد شباهت بین آن و زبان پهلوی اشاره کرد. این مورد عبارت است از تفاوت بین چگونگی تصریف افعال لازم و متعدی. (خنجی، ۱۳۸۴: ۱۵). وی در مورد قلمرو این زبان ونوع مردم‌شناسی آن چنین می‌نویسد که علاوه بر لارستان فارس، برخی از کرانه هاو جزایر ایرانی خلیج فارس، کشورهای آن سوی خلیج فارس (امارات متحده عربی، قطر، بحرین، و به درجات کمتر کویت و عمان) نیز بدین زبان تکلم می‌کنند.
محقق:سلطان اورنگ - منتشرکننده: حاتم حاتمی - ویراستار:محمد جمالی

## آثار باستانی شهر اَهِل

آسیاب آبی شهر اَهِل

پل آب بر شهر اَهِل قدمت ۱۳ قرن

از آنجایی که اَهِل شهری بسیار قدیمی است آثار بازمانده از آن‌ها به عنوان جاهای دیدنی می‌توان نام برد که عبارت اند از: طاق ساروجی روی روخانه مهران که مخروبه آن باقی است و آب کاریز را از سرچشمه اَهِل به روستای پاقلات در ۱۲ کیلومتری اَهِل می‌رسانده‌است، آسیابی که به وسیله آب کاریز کار می‌کرده ور در دهانه تانگ مشهور به اَیلو یا اَهِلان واقع شده‌است – سدهای سه‌گانه ساروجی در دره اَیلوکه اکنون خرابه آن باقی است – ویرانه قلعه باستانی مِهرَک در ۱۵ کیلومتری اَهِل متعلق به قوم رئیس که اکنون عده‌ای از دامداران اَهِلی در آن ساکن می‌باشند – بنگر نامو که جای بسیار جالب و قابل توجهی است به صورت حوضی دایره‌ای شکل درون غاری واقع و قطره قطره آب از سقف کوه سنگی در آن می‌چکد و آب آن بسیار شیرین می‌باشد، این بنگر در بین راه اَهِل به بوچیر در کوهستان واقع است – امام زاده میر احمد که در کوهستان اَهِل و در ۲۵ کیلومتری آن (با پیچ و خم‌های کوهستان) در دشتی سرسبز و پوشیده از در ختان بنفشه و اَخور= اَلوک با بادام کوهی و گل نرگس پوشیده شده‌است و زیارتگاه مشتاقان است. مزار سید جلال الدین قتالی در ۳۰۰ متری اَهِل و کنار جاده شرقی آن – امام زاده عبدالله معروف به پیر حاجی در اراضی کشاورزی موسوم به کنار دو در غرب اَهِل واقع است.
محقق:محمد کریمی نژاد - منتشرکننده: حاتم حاتمی

## پوشش گیاهی شهر اَهِل
اَهِل خوش آب و هواترین و سرسبزترین شهر بخش اشکنان و شرق لامرد است که هزاران اصله درخت در آن وجود دارد که از انواع مختلفی از قبیل نخل، کهور، کنار (چنار) گز (ترفا)، کاکتوس، لیمو، انار و نخل تزئینی و خَرزه می‌باشد که بیشترین آن‌ها نخل کهور و گز و کمترین آن‌ها لیمو و انار می‌باشد.
از سال ۷۶ که شهرداری در اَهِل تأسیس شده برفضای سبز اَهِل افزوده شده‌است که تاکنون هزاران اصله درخت از انواع مختلف کاشته شده‌است در حال پیشروی می‌باشد.
محقق محمد کریمی نژاد - منتشرکننده: حاتم حاتمی - ویراستار:محمد جمالی

## فرهنگ و آداب و رسوم مردم شهر اَهِل
فرهنگ مجموعه‌ای از آداب و رسوم و سنت‌ها، معاشرت‌ها، زبان، نحوه لباس پوشیدن و نحوه کار و زندگی می‌باشد؛ بنابراین هیچ قومی در جهان - حتی عقب مانده‌ترین آن‌ها – بی فرهنگ نیست، چه بسا اقوامی با فرهنگ ضعیف (ولو بدوی) خود را متمدن و با فرهنگ بداند و گاهی اوقات افرادی متمدن و با فرهنگ، ممکن است ایرادهایی بر فرهنگ خویش بگیرند و آن را کامل ندانند. اما بنده با جرات و اطمینان عرض می‌کنم که غنی‌ترین و کامل‌ترین فرهنگ‌ها فرهنگ اسلامی است؛ که اگر دقیقاً بر طبق سخن خداوند و شیوهٔ پیامبر عمل شود مسلماً کاملترین فرهنگ‌ها خواهد بود.
مردم اَهِل مردمی روشن و با فرهنگ و متمدن و با فرهنگ خوش‌نشین زندگی می‌کنند و اهل علم و دین و علاقه‌مند به آن می‌باشند و در این زمینه فعالیت‌هایی انجام داده‌اند که قابل ذکر است: تأسیس مدارس مقاطع مختلف و تعداد جوانانی که هرساله به دانشگاه‌های کشور راه پیدا می‌کنند دلیل همین مدعاست. از اول فروردین سال ۱۳۷۶ که اهل از رتبهٔ روستا به درجهٔ شهر ارتقا یافته دلیل فکر روشن و بینش و فرهنگ آن هاست. ده باب مسجد نشانه علاقه و اهمیت مردم اَهِل به دین و عبادت خداوند ودالّ بر فرهنگ اسلامی آن‌ها است. وجود آثار باستانی باقی‌مانده از گذشتگان ما از قبیل آسیاب آبی، سدهای سه‌گانه، کاریز طاق رودخانه مهران و غیره دلیل آن است که اجداد ما مردمانی زحمتکش و متمدن و پیشرفته بودند و به جدیدترین امکانات روز مجهز بوده‌اند و از همسایگان مترقی تر و جلوتر بوده‌اند زیرا چنین امکاناتی را در روستاهای اطراف اَهِل دیده نمی‌شود.
محقق: محمد کریمی نژاد - منتشرکننده: حاتم حاتمی - ویراستار:محمد جمالی

## قطعه شعری در وصف شهر اَهِل
| ای اَهِل ای واژه زیبای من           |  | ای اَهِل، ای شهر بی‌همتای من  |
| ای اَهِل، ای لولو لالای من          |  | ای اَهِل، ای چشم من پالای من |
| ای اَهِل، ای نو عروس شهرها          |  | ای اَهِل، ای نوگل رعنای من   |
| ای درو دشتت همه ریحان روح         |  | وی غم هجرت شب یلدای من     |
| من زشوقت زنده‌ام و از وجودت سرفراز |  | ای نسیم رَوحِ روح‌افزای من    |
| گشته‌ام مرتاض هندی از فراق         |  | منقلب شد این دل شیدای من   |
| من ز جانم دوست‌تر دارم تو را       |  | چون تو هستی قوت اعضای من   |
| دیو هجران آمد و وقت فراق من و تو  |  | منفعل شد این دل تنهای من   |
| منتظر باش ای اَهِل برآمدن           |  | تا ببینی چهچه و آوای من    |

## نگارخانه

شهردای شهر اَهِل
بلوار جمهوری اسلامی اَهِل
آسیاب آبی شهر اَهِل
بوستان معلم شهر اَهِل
معجزه الهی در ارتفاعات اَهِل
شهر اهل از نمای درون غار
رود خانه مهران شهر اَهِل
عکس هوایی شهر اَهِل
اَهِل در نقشه استان فارس